# Odozana floccosa
Odozana floccosa är en fjärilsart som beskrevs av Walker 1864. Odozana floccosa ingår i släktet Odozana och familjen björnspinnare. Inga underarter finns listade i Catalogue of Life.